# 시녀 이야기 (영화)
시녀 이야기(Die Geschichte Der Dienerin, The Handmaid's Tale)는 독일에서 제작된 폴커 슐렌도르프 감독의 1990년 드라마, 멜로/로맨스, SF, 스릴러 영화이다. 나타샤 리차드슨 등이 주연으로 출연하였고 다니엘 윌슨 등이 제작에 참여하였다.

## 줄거리
가까운 미래, 미국에서 종교적 근본주의 정권인 '길리아드 공화국'이 수립되고, 전쟁과 심각한 환경오염으로 인해 인구의 99%가 불임이 된다. 주인공 케이트는 남편 루크, 딸 질과 함께 캐나다로 탈출하려다 국경에서 군인들에게 발각된다. 루크는 총격을 유도해 시간을 벌고, 케이트와 질은 도망치지만 루크는 사살되고, 케이트는 붙잡힌다. 어린 질은 혼자 산속으로 사라진다.
케이트는 길리아드의 여성 훈련소로 보내져, 다른 여성들과 함께 '시녀'가 되도록 훈련을 받는다. 시녀는 아이를 낳지 못하는 고위 계급 가정을 위한 대리 출산의 역할을 하며, 구약 성경에 근거한 종교 의식을 따르는 삶을 강요받는다. 케이트는 체제에 반발하지만, 곧 한 고위 사령관과 그의 아내가 사는 집에 배정된다. 이곳에서 그녀는 '오브프레드(프레드의 소유)'라는 이름으로 불리게 된다.
시녀로서의 삶은 무감각한 성행위와 굴욕으로 점철되어 있다. 사령관의 아내는 아이를 갖기 위해, 다른 남성과 관계를 맺도록 케이트에게 제안한다. 위험한 일이지만, 딸 질이 살아 있다는 정보를 받고 케이트는 동의한다. 그녀는 운전사 닉과 관계를 맺고 점차 감정을 키워가며 임신하게 된다. 한편 사령관은 케이트와 친밀해지려 하며, 그녀의 과거 직업이 도서관 사서였음을 알고 희귀한 책과 정보를 제공하기도 한다.
결국 케이트는 사령관을 살해하고, 곧 나타난 무장 인력에게 끌려가지만, 그들은 정부 비밀경찰이 아닌 저항 조직 '메이데이' 소속임이 밝혀진다. 닉 역시 저항 세력의 일원으로 그녀의 탈출을 돕는다.
임신한 채로 자유의 몸이 된 케이트는 외딴 트레일러에서 홀로 살아가며, 저항 세력으로부터 정보를 받는다. 닉과 다시 만나기를 간절히 바라며, 잃어버린 딸을 찾기 위해 결심한다.

## 출연

### 주연
- 나타샤 리차드슨 - 케이트 / 오브프레드 역
- 페이 더너웨이 - 세레나 조이 역
- 에이단 퀸 - 닉 역
- 엘리자베스 맥거번 - 모이라 역

### 조연
- 빅토리아 테넌트 - 리디아 아주머니 역
- 로버트 듀발 - 프레드 워터퍼드 (사령관) 역
- 블랑쉬 베이커 - 오브글렌 역
- 트러시 린드 - 자닌 / 오브워렌 역

## 제작진
- 원작자: 마가렛 애트우드
- 협력프로듀서: 알렉스 가트너
- 미술: 토머스 A. 월쉬
- 의상: 콜린 앳우드
- 배역: 팻 골든